# Nur Vampire küssen blutig
Nur Vampire küssen blutig ist ein Vampir-Horrorfilm der britischen Film-Produktion Hammer aus dem Jahr 1971, basierend auf Motiven der Novelle Carmilla, der weibliche Vampir von Joseph Sheridan Le Fanu. Regie führte Jimmy Sangster, die Hauptrollen spielten Michael Johnson und Yutte Stensgaard.

## Handlung
Der erfolgreiche englische Schauerromanautor Lestrange hält sich, um für ein neues Buch zu recherchieren, in Österreich auf. In einem kleinen Dorf hört er von der Geschichte der Karnsteins, einem alten Adelsgeschlecht, das bereits vor über hundert Jahren ausgestorben ist und von dem es heißt, sie seien Vampire gewesen.
Seine Neugier ist erwacht und er stattet dem verfallenen Schloss Karnstein einen Besuch ab. Dort wird er von mehreren attraktiven jungen Frauen überrascht. Diese sind aber keine Vampire, sondern Schülerinnen einer Höheren Töchterschule, die mit ihrem Lehrer, dem dubiosen Mr. Barton, eine Exkursion zum Schloss unternommen haben. Da Lestrange einen Blick für hübsche junge Damen hat, bewirbt er sich kurzerhand selbst als Lehrer an Miss Simpsons Schule. Zur selben Zeit wird eine neue Schülerin aufgenommen. Mircalla, die Nichte der Gräfin Herritzen. Mit der Ankunft der liebreizenden jungen Mircalla beginnt eine ganze Reihe von merkwürdigen Ereignissen. Einige der Schülerinnen verschwinden spurlos. Miss Simpson versucht das allerdings zu vertuschen, da sie einen Skandal fürchtet, der dem Ruf ihrer Schule schaden könnte. Mr. Barton scharwenzelt unter Tags andauernd um Mircalla herum und brütet nachts über merkwürdigen alten Büchern. Als er eines Tages tot aufgefunden wird, diagnostiziert der Arzt der zufällig anwesenden Gräfin Herritzen Tod durch Herzversagen. Über die beiden kleinen Wunden an Bartons Halsschlagader verliert er allerdings kein Wort.
Lestrange, leidenschaftlich in Mircalla verliebt, beginnt nachzuforschen, da alle Ereignisse mit ihr und der Ruine von Schloss Karnstein zusammen zu hängen scheinen. Zu seinem großen Erstaunen findet er heraus, dass Mircalla eigentlich die wieder zum Leben erweckte Carmilla Karnstein ist, die bereits vor über hundert Jahren gestorben ist. Gräfin Herritzen, ihre Tante, und ihr Leibarzt sind eigentlich Graf und Gräfin Karnstein, die mit ihr die alte Schreckensherrschaft derer von Karnstein wieder aufbauen wollen. Die Gerüchte von den verschwundenen Schülerinnen haben inzwischen das Dorf erreicht. Die Menschen fürchten die Rückkehr der Karnsteins und rotten sich unter der Führung eines kürzlich angereisten Bischofs zu einem wütenden Mob zusammen, mit dem Ziel die Vampire endgültig zu vernichten. Sie brechen zum Schloss Karnstein auf und stecken es in Brand. Lestrange, der noch immer leidenschaftlich in Mircalla verliebt ist, will sie retten und stürmt in das lichterloh brennende Schloss. Mircalla, oder auch Carmilla, liebt ihn auch und will ihn wegschicken. Graf Karnstein jedoch befiehlt ihr, ihn zu beißen. Im letzten Moment stürzt ein brennender Balken herab, der ihr Herz durchbohrt.
Mircalla ist tot, Lestrange entkommt nur knapp den Flammen und die Rückkehr der Karnsteins wurde vereitelt. Der Graf und die Gräfin sind hinter einer Feuerwand zu sehen, es wird nicht gezeigt, ob sie den Flammen entkommen können. 

## Kritiken
- Lexikon des internationalen Films: „Ein junger Schriftsteller verliebt sich in die Nachfahrin eines alten Vampirgeschlechtes. Ohne sonderliche Effekthascherei relativ zurückhaltend inszenierte Horrorunterhaltung mit einigen zeittypischen Sexeinlagen. “[2]

- Das Lexikon des Horrorfilms ist der Meinung, dass der Regisseur „ein sorgfältig inszenierten kleinen Vampir-Film, der mehr auf gutgebaute Frauenkörper als auf allzu grobe Horror-Effekte setze“ schuf.[3] Ferner zitiert man Donald J. Mayerson vom Cue Magazine: „Natürlich enthält er alle Bestandteile, die einen Vampir-Film ausmachen, aber man hat es auch verstanden, das Lesbiertum clever in den Plot zu integrieren.“[3] und den film-dienst: „(Jimmy Sangster) inszeniert die Dracula-Sage als tragische Liebesgeschichte. Für Freunde des Genres annehmbare Unterhaltung.“[3]

## Sonstiges
- Der Film ist der zweite Teil der sog. Karnstein-Trilogie von Hammer, bestehend aus Gruft der Vampire (1970), Nur Vampire küssen blutig und Draculas Hexenjagd (1971).

- Ursprünglich sollte Terence Fisher die Regie für Nur Vampire küssen blutig übernehmen, aufgrund einer kurzfristigen Änderung in der Produktionsphase wurde jedoch Jimmy Sangster verpflichtet.

- Ingrid Pitt lehnte die weibliche Hauptrolle ab, da ihr das Drehbuch als zu schlecht erschien.

- Peter Cushing war eigentlich für die männliche Hauptrolle vorgesehen. Er lehnte jedoch ab, da es um den Gesundheitszustand seiner Frau zu diesem Zeitpunkt bereits sehr schlecht stand. Ralph Bates übernahm die Rolle kurzfristig.